# Safa SC Beirut
Der Safa SC Beirut ist ein Sportverein aus Beirut im Libanon. Der Verein spielt in der höchsten Liga des Landes, der Libanesischen Premier League. Seine Heimspiele tragen die Fußballer im Safa SC Stadion aus.

## Vereinsgeschichte
Gegründet wurde der Verein 1937. Im Jahr 1948 erhielt man die offizielle Lizenz des Verbandes und wurde in die 2. Liga eingestuft. 1961 erfolgte der Aufstieg in die erste Liga, nachdem man zuvor von 1948 bis 1960 durchgehend Meister der zweiten Liga wurde.
In seiner langen Geschichte wurde der Verein erstmals 2012 libanesischer Meister. 2013 konnte man sich sogar das Double sichern. Die dritte Meisterschaft folgte nach der Saison 2015/16. Siebenmal blieb den Fußballern nur Platz zwei am Ende einer Saison. Die Spielzeit 2008/09 beendete der Verein auf Platz drei. 2008 erreichte Safa das Finale des AFC Cup, unterlag dort aber dem Muharraq FC.

## Vereinserfolge

### National
- Libanesische Premier League

Meister: 2012, 2013, 2016
Vizemeister: 1991, 1992, 1993, 1994, 1996, 1999, 2007
- Libanesischer FA Cup

Gewinner: 1964, 1986, 2013
Finalist: 1971, 1990, 1991, 1995, 2000, 2008, 2011

### Kontinental
- AFC Cup

Finalist: 2008

## Ehemalige bekannte Spieler
- Youssef Mohamad
- Ibrahim Touré